# Arthur Machen
Arthur Machen (Arthur Llewellyn Jones) (ur. 3 marca 1863 w Caerleon w Monmouthshire, zm. 15 grudnia 1947 w Beaconsfield) – walijski pisarz i eseista.

## Życiorys
W dzieciństwie i młodości czytał literaturę okultystyczną i metafizyczną, co wywarło wpływ na jego twórczość. W 1894 ukończył krótką powieść The Great God Pan (Wielki Bóg Pan, wydaną w zbiorze Inne światy), a w 1907 opublikował powieść The Hill of Dreams (Wzgórze przyśnień). Pracował jako urzędnik, nauczyciel i tłumacz, a od 1912 w redakcji londyńskiego pisma Evening News, gdzie podczas I wojny światowej opublikował opowiadanie The Angel of Mons (1915) i powieść The Terror (1917). Po I wojnie światowej napisał Far Off Things (1922) i Things Near and Far (1923). Tworzył gotycką fantastykę, której akcja często działa się w średniowiecznej Anglii lub Walii, a także w Londynie epoki przedindustrialnej. W 1930 przetłumaczył na angielski Pamiętniki Casanovy.